# Yale Center for British Art

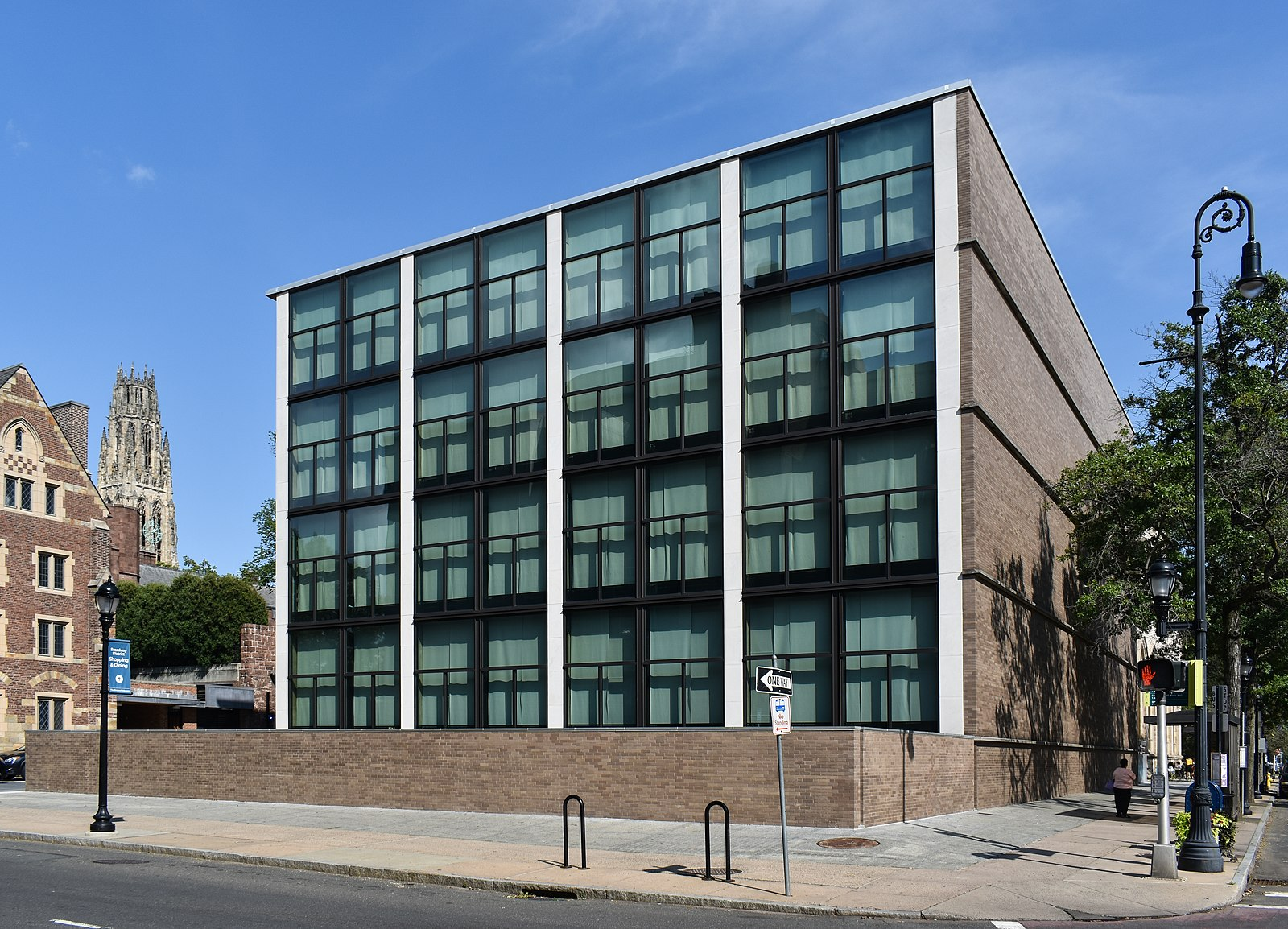
Yale Center for British Art

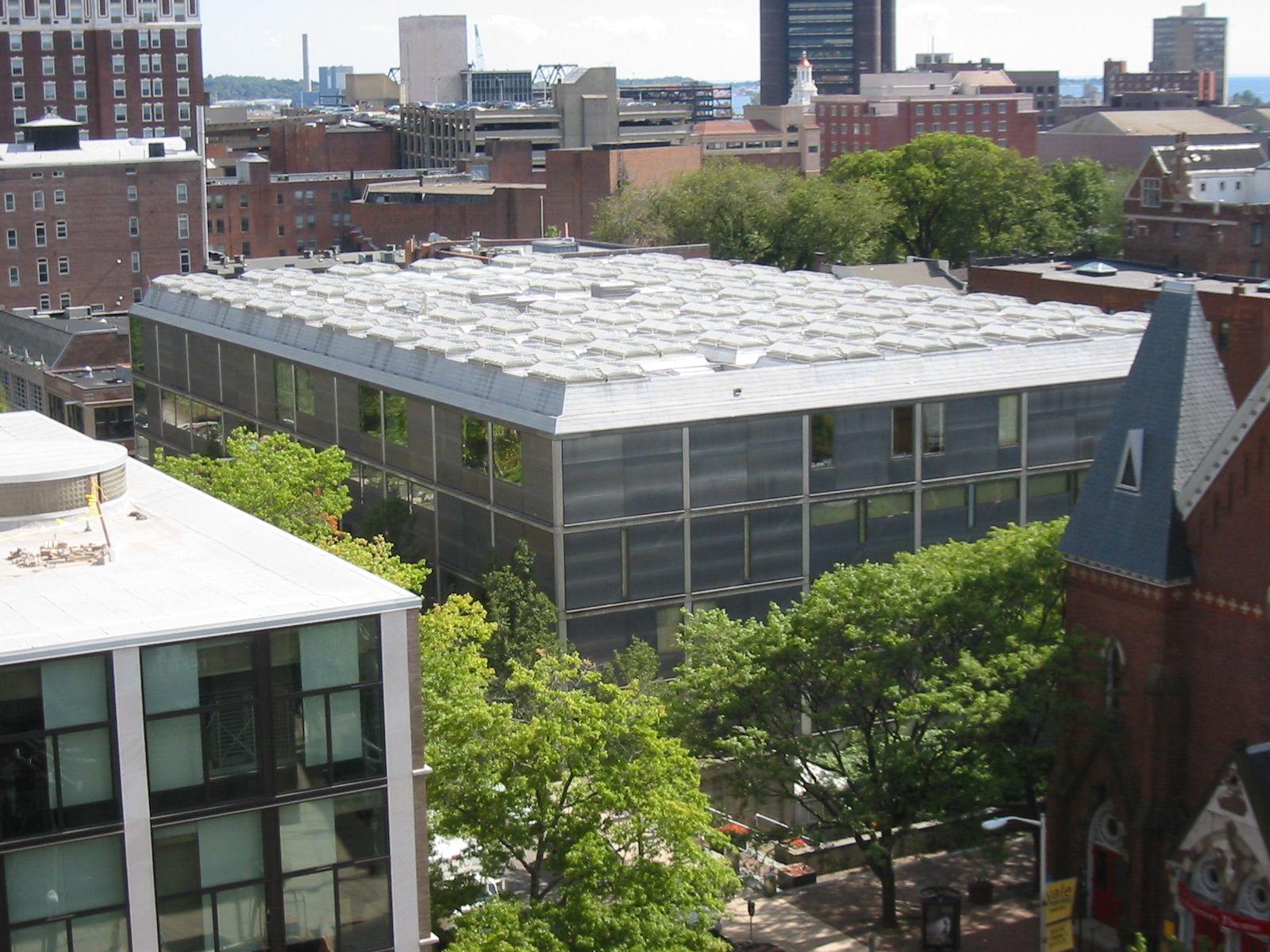
Yale Centre for British Art at Yale University, entworfen von Louis Kahn. Vogelperspektive

Das Yale Center for British Art (YCBA) an der Yale University befindet sich in der Innenstadt von New Haven in Connecticut und beherbergt die weltweit größte Sammlung britischer Kunst außerhalb Großbritanniens. Es wurde 1977 eröffnet, nachdem der Sammler und Yale-Absolvent Paul Mellon es 1966 der Universität stiftete. Die Sammlung deckt britische Kunst vom 15. Jahrhundert bis zur Gegenwart ab und umfasst über 2.000 Gemälde, 250 Skulpturen, 20.000 Zeichnungen und Aquarelle sowie rund 35.000 seltene Bücher und Manuskripte. Zu den Höhepunkten gehören Werke von John Constable, Joshua Reynolds und J. M. W. Turner, sowie zeitgenössische Künstler wie Yinka Shonibare und Anish Kapoor.
Auch das Gebäude selbst ist eine Sehenswürdigkeit: Der Architekt Louis I. Kahn entwarf es als seine letzte architektonische Arbeit. Sein Stil ist durch offene Räume, eine durchdachte Lichtführung und minimalistische Strukturen geprägt. Das Zentrum wird seit 2023 umfangreich renoviert und soll 2025 mit einer verbesserten, energieeffizienten LED-Beleuchtung und neuen, wetterbeständigen Polycarbonat-Kuppeln wieder öffnen.
Das YCBA bietet eine Fülle an akademischen und öffentlichen Ressourcen, darunter ein umfangreiches Programm an Ausstellungen, eine Referenzbibliothek und Studienräume. Besucher können viele der Werke online durchsuchen, und das angeschlossene Paul Mellon Centre in London fördert die Forschung durch Stipendien und Publikationen.